# Eysteinn Valdason
Eysteinn Valdason era un escaldo de Islandia en el siglo X. De su trabajo, sobreviven tres estrofas de un poema sobre el dios Thor que solo se conserva en Skáldskaparmál de Snorri Sturluson y relata la expedición de pesca de Thor con el gigante Hymir, momento que aprovecha el dios para intentar matar a la serpiente Jörmungandr.